# Успоредни животописи
„Успоредни животописи“ (на гръцки: Βίοι Παράλληλοι) е произведение на древногръцкия историк Плутарх.
Представлява серия от биографии на известни хора от древността, подредени по двойки, за да се подчертаят техните общи морални добродетели или пороци. В оцелялата част от произведението има 23 двойки биографии, като всяка от двойките съдържа биография на грък и на римлянин, както и 4 единични биографии.
1. Животът на Тезей и Животът на Ромул.
2. Животът на Ликург и Животът на Нума Помпилий.
3. Животът на Солон и Животът на Попликола.
4. Животът на Темистокъл и Животът на Камил.
5. Животът на Перикъл и Животът на Фабий Максим.
6. Животът на Алкивиад и Животът на Кориолан.
7. Животът на Тимолеон и Животът на Емилий Павел.
8. Животът на Пелопид и Животът на Марцел.
9. Животът на Аристид и Животът на Катон Стари.
10. Животът на Филопемен и Животът на Фламинин.
11. Животът на Пир и Животът на Марий.
12. Животът на Лисандър и Животът на Сула.
13. Животът на Кимон и Животът на Лукул.
14. Животът на Никий и Животът на Крас.
15. Животът на Евмен и Животът на Серторий.
16. Животът на Агезилай и Животът на Помпей.
17. Животът на Александър и Животът на Цезар.
18. Животът на Фокион и Животът на Катон Млади.
19. Животът на Агид и Клеомен и Животът на Гракхите.
20. Животът на Демостен и Животът на Цицерон.
21. Животът на Деметрий и Животът на Марк Антоний.
22. Животът на Дион и Животът на Брут.